# ジョン・ポルソン
ジョン・ポルソン（John Polson、1965年9月6日 - ）は、オーストラリア・シドニー出身の映画監督、テレビ監督、俳優。

## 略歴
両親ともにジャズ・ミュージシャンだったため、ミュージシャン志望だったが、ティーンエイジャーの頃から演劇に目覚め、舞台やテレビに出演。20代半ばから自分でも短編映画を撮影するようになり、 Tropfest という短編映画のための映画祭をはじめる。
現在は監督業が本業となっている。最新作はラッセル・クロウ、ローラ・ダーン出演の映画『チェイシング/追跡』（日本劇場未公開）。また、テレビシリーズ『WITHOUT A TRACE/FBI 失踪者を追え!』の7エピソードを監督している。

## 主な出演作品
- アンボンで何が裁かれたか Blood Oath （1990年）
- 泉のセイレーン Sirens （1994年）
- 人生は上々だ! The Sum of Us （1994年）
- ミッション:インポッシブル2 Mission: Impossible II  （2000年）

## 監督作品
- サイアム・サンセット Siam Sunset （1999年）
- プール Swimfan （2002年）
- ハイド・アンド・シーク 暗闇のかくれんぼ Hide and Seek （2005年）
- チェイシング/追跡 Tenderness （2009年）
- フィアー・ザ・ウォーキング・デッド Fear the Walking Dead (2018年) S4E1 (テレビドラマシリーズ)